# 邱实
邱实（1991年02月16日—），男，辽宁大连人，中国足球运动员，现效力于中甲球队福建骏豪。